# Autocesta A12
Die Autocesta A12 (kroatisch für ,Autobahn A12‘) ist eine seit dem 27. April 2009 in Bau befindliche Autobahn in Kroatien, die vollausgebaut vom Knoten Sveta Helena über Vrbovec, Križevci und Koprivnica zum Grenzübergang Gola führen soll. Das Teilstück von Sveta Helena nach Križevci wurde bereits als Schnellstraße D10 fertiggestellt und umfasst eine Streckenlänge von 35 Kilometern. Vollausgebaut wird die Strecke 86 Kilometer lang sein.
Die vollausgebaute Autobahn soll die kürzeste Verbindung zwischen Zagreb und der im Ausbau befindlichen Podravina-Schnellstraße (kroat. Podravska magistrala) und bessere Verkehrsverbindungen nach Ungarn ermöglichen. Sie soll zudem zur wirtschaftlichen Entwicklung dieser unweit von Zagreb befindlichen Gegend beitragen. Gemeinsam mit der Autobahn A13 sollte die A12 das sogenannte „Podravina-Bilogora Ypsilon“ bilden. Die Bauarbeiten an beiden Autobahnen wurden im Juni 2012 abgebrochen, das „Ypsilon“ soll in Form von Schnellstraßen anstatt Autobahnen vervollständigt werden.
Für Reisende von Zagreb trennen sich beim Knotenpunkt Sveta Helena am Zagreber Autobahn-Umfahrungsring zunächst die Wege zur Autobahn A4 nach Varaždin oder zur A12 nach Koprivnica. Bei Vrbovec II führt wiederum eine Abzweigung zur zukünftigen A13 nach Virovitica. Eine Weiterführung ab dem Grenzübergang Gola würde in Ungarn über Nagyatád nach Kaposvár zur geplanten Autobahn M9 führen.